# Toghril Beg I
Abu Talib Muhammad Toghril Beg ibn Mikail conegut com a Toghril Beg I (vers 990 - 4 de setembre de 1063) fou el primer sultà de la dinastia seljúcida juntament amb el seu germà Çağrı Beg Dawud.

## Primers anys
Quan va néixer la tribu dels oghuz encara pasturava a les estepes al nord de Coràsmia. A la mort del seu pare Mikail, ell i el seu germà foren criats a la zona de Djand pel seu avi Seljuk que fou el pare de quatre fill de noms bíblics: Mikail, Israil (Arslan), Musa, i Jonah (Yunus) potser per haver servit amb els khàzars; en tot cas la família no va trigar a esdevenir musulmana si és que no ho era ja a l'inici del segle xi. Als anys vint del segle xi els germans Toghril i Čaghri Beg, fills de Mikail, van servir als karakhànides de Bukhara amb Altigin ibn Boghra Khan (Ali Tekin). El 1025 aquest darrer fou derrotat per les forces de Mahmud de Gazni i del gurkhan karakhànida Kadir Khan. Un dels fills de Seljuk, Arslan-Israil, es va establir a territori gaznèvida, però Çağrı i Tughril van restar al costat d'Ali Tegin o Altigin; un temps després es van enemistar amb el seu senyor i van abandonar Transoxiana cap a Coràsmia entre 1030 i 1034. Com que el cap oghuz Abul Fawaris Shah Malik havia assolit el poder a Djand, van haver de sortir d'aquesta zona; a la mort de Mahmud de Gazni el 1030, els desordres van ser la causa que els turcmans gaznèvides sortissin dels campaments establerts a Khurasan, i Çağrı i Tughril, un oncle d'aquests, Musa Yaghbu, i un parent (germanastre o bé cosí de Togril i Čaghri Beg, segons les fonts) de nom Ibrahim Inal, van signar un acord amb el nou sultà Masud I ibn Mahmud per ocupar el seu lloc i van rebre el govern de la part nord del Khurasan occidental (l'estepa d'aquesta zona); en endavant en comptes de servir al sultà van començar a actuar pel seu compte i a saquejar les ciutats, i els habitants es van posar contra Masud I, al que consideraven que pagaven els impostos i a canvi no els defensava. D'altra banda es va formar un partit al Khurasan que considerava millor estar sotmesos als dos germans seljúcides que al gaznèvida, ja que així aconseguirien desviar als turcmans a saquejar cap a altres llocs.
El 1036 Çağrı Beg Dawud es va presentar davant Merv que li va obrir les portes, i va fer llegir la khutba en el seu propi nom. Tughril Beg va fer el mateix poc després a Nixapur agafant el títol d'al-Malik al-Muazzam (El més Eminent dels Sobirans). Vers 1037 Herat es va sotmetre a Çağrı Beg Dawud, que hi va entrar i va enviar alguns parents en direcció a Sistan. Quan Masud I va reaccionar va esclatar la guerra, que finalment fou guanyada pels dos germans a la decisiva batalla de Dandankan el 23 de maig de 1040. Després de la batalla es va produir un repartiment de territoris: Çağrı Beg Dawud va obtenir el Khurasan; el domini de Sistan fou atribuït a la branca de Musa Yabghu, l'oncle de Çağrı i Tughril; i aquest darrer va rebre els territoris a conquerir a l'occident (Iran).

## Conquestes a l'Iran
El 1041/1042 va sotmetre als ziyàrides del Mazanderan que van esdevenir tributaris. Va aconseguir dominar Rayy expulsant al buwàyhida Abu Kalidjar que s'havia fet fort a la ciutadella de Tabarak (1042/1043) i va començar a encunyar moneda a Rayy que va erigir en la seva capital. Va operar contra els kakúyides a Hamadan. El 1046 va enviar al seu germanastre o cosí Ibrahim Inal contra el dirigent kakúyida de Hamadan Abu Kalidjar Garshasp i Inal va expulsar els kakúyides i va avançar cap al Kurdistan on el 1046 va nomenar com a governador de Kermansah i Daynawar a Badr ibn Tahir ibn Hilal dels kurds hasanwàyhides; va intervenint també en les lluites dels annàzides; la família hasanwàyhida conservava únicament la seva fortalesa principal, Sarmadj, però el darrer emir va morir el 1047 i la fortalesa va passar a Ibrahim Inal; aquest va arribar fins al Caucas, on va lluitar contra els abkhaz (1048). Mentre Toghril va fer el seu primer atac a Esfahan (1046/1047) on va imposar tribut al kakúyida local Abu Mansur Faramurz. Va tornar a la ciutat el 1050/1051 i va liquidar la dinastia, després d'un setge que va durar un any a causa de la manca de preparació dels oghuz per la guerra de setges; finalment però Faramurz es va haver de rendir per manca de queviures al començament de 1051 i se li va concedir Yadz i Abarkuh. Toghril es va instal·lar a Esfahan que va restaurar i en va fer la seva residència principal.
La lluita contra els buwàyhides del Fars i l'Iraq fou més complicada. El 1054 va fer una expedició a Anatòlia oriental amb poc resultat; fou llavors quan Rais al Ruasa ibn al-Muslima, visir del califa al-Qàïm (1031-1075) el va convidar a intervenir a l'Iraq on havia triomfat una revolta dels soldats turcs de Bagdad i els rebels havien saquejat la capital del califat; el uqàylida Qurayx va aprofitar per fer una incursió a Baradan on van fer molt de botí. Un cap militar al servei dels buwàyhides, s'havia erigit com el principal: al-Basasiri, que havia conquerit al-Anbar al uqàylida Qarwaix (1050), i Bàssora al germà de l'emir buwàyhida Malik al-Rahim (1052); va fer aliança amb els mazyàdides i va donar suport al seu emir Dubays que estava sent atacat a al-Djamian (després al-Hilla) pels Banu Khafadja.
Els uqàylides es mostraven expansius i Kuraysh va ocupar al-Anbar, feu d'al-Basasiri, el qual va trencar amb Malik al-Rahim i va decidir fer la khutba en nom de Tughril Beg que s'havia instal·lat a Hulwan (Pèrsia) (des de 1052). Ibn al-Muslima va convidar a Toghril a anar a Bagdad i va impedir a al-Basasiri d'actuar contra els uqàylides de Kuraysh que havien anat també a Bagdad, i el general va reaccionar i va tallar els subsidis al califa, i el març del 1055 va reconquerir al-Anbar. Llavors es va dirigir a Bagdad on no va anar a fer homenatge al califa.
El visir va instigar manifestacions sunnites que van acabar en disturbis; al-Basasiri, que havia anat a Wasit amb Malik al-Rahim, va fer emetre una fàtua declarant els disturbis (en els quals s'havien destruït gerres de vi del vaixells propietat d'un cristià) il·legals. El visir el va acusar d'estar d'acord amb el califa fatimita, i els turcs de Bagdad van saquejar la seva casa a Bagdad. Mentre Tughril Beg, amb l'excusa d'anar a fer el pelegrinatge i a combatre els fatimites, havia anat a Bagdad on les seves tropes van arribar davant la ciutat. Malik al-Rahim va anar a Bagdad i al-Basasiri va anar a terres del mazyàdida Dubays que era son cunyat. El califa, el visir i Malik al-Rahim van acceptar l'entrada de Tughril Beg a Bagdad i es va fer la khutba en nom seu el 15 de desembre de 1055. Tughril va fer entrada solemne el dia 18 de desembre. Però les seves tropes ghuzz aviat es van enfrontar a la població. Tughril va acusar Malik al-Rahim dels disturbis i pillatges que van seguir, i el va fer detenir el 23 de desembre.
Tughril Beg va ordenar a Dubays trencar amb al-Basasiri i aquest va haver de marxar a Rahba, a l'Eufrates i va demanar al califa fatimita de poder anar al Caire, però el visir fatimita al-Yazuri li va refusar l'asil; no obstant el califa fatimita es va mostrar d'acord en enviar tropes contra Tughril per impedir la conquesta per aquest de Síria i després Egipte, el va nomenar governador de Rahba i li va enviar diners, robes, cavalls, i armament, que li va portar el delegat fatimita al-Muayyad fi l-Din al-Shirazi, plenipotenciari a la regió de l'Eufrates.
La propaganda fatimita (1056-1057) va decantar al seu costat alguns amirs, afavorida també per l'hostilitat de la població a les forces ghuzz (oghuz) seljúcides. En diversos llocs de l'Iraq, com Wasit, es va llegir la khutba en nom del califa fatimita al-Mustansir Abu Temim Moad (1035–1094). El mazyàdida Dubays es va revoltar contra Tughril i va tornar a l'aliança amb al-Basasiri. Aquest va tenir també el suport dels àrabs nòmades i el dels turcs de Bagdad, espoliats per Tughril. Al-Basasiri amb forces pròpies i de Dubays va anar a la regió de Sindjar on va derrotar greument als seljúcides dirigits per Kutlumush, cosí de Tughril, que va haver de fugir cap a l'Azerbaidjan (9 de gener de 1057). El uqàylida Qurayx, ferit, fou fet presoner i es va declarar a favor d'al-Basasiri i del califa fatimita que fou reconegut a Mossul.

## Sultà
Tughril va abandonar Bagdad el 19 de gener de 1057, va rebre reforços des de Pèrsia, i va avançar cap a Mossul, que va conquerir; després va seguir cap a Nísibis. Dubays i Kuraysh van tornar al seu partit i al-Basasiri va retornar a Rahba amb els turcs de Bagdad i un grup d'uqàylides. Quan va arribar el seljúcida Ibrahim Inal, germà de Tughril, que odiava als àrabs, Kuraysh va renovar la seva aliança amb al-Basasiri, i Dubays va fer el mateix i va retornar a Djamian (al-Hilla). Tughril va prendre venjança a Sindjar per la derrota patida pels seus i va deixar a Inal a Mossul, retornant a Bagdad on fou rebut pel califa que li va donar el làqabs de Rukn-ad-Dawla i de Màlik-al-Màixriq wa-l-Màghrib (rei d'Occident i d'Orient) i fou autoritzar a portar el títol de sultà (24 de gener de 1058).
Ibrahim Inal aspirava al sultanat en perjudici del seu germà i es va posar en contacte amb al-Basasiri i al-Muayyad (que era a Alep) per obtenir suport fatimita per enderrocar a Tughril, a canvi de fer la khutba en nom del califa fatimita. Va abandonar Mossul que fou immediatament ocupada per Kuraysh i al-Basasiri (encara que la ciutadella va resistir quatre mesos), però Tughril va recuperar la ciutat, i va avançar contra Nísibis i al-Basasiri va fugir de Rahba cap a Damasc.
En aquell moment Ibrahim Inal es va declarar obertament en rebel·lió contra el seu germà i va marxar cap al Jibal. El 5 de novembre de 1058 Tughril Beg va abandonar Nísibis que havia ocupat i va perseguir al seu germà. Així Iraq va quedar lliure de forces seljúcides i al-Basasiri no va trigar a tornar a Hit i després a al-Anbar. El califa al-Qaim, ple de dubtes, no sabia si sortir de Bagdad o no (el mazyàdida Dubays li va oferir refugi als seus dominis) però finalment va restar a la capital. El 27 de desembre al-Basasiri va entrar a Bagdad (part occidental) amb 400 cavallers i l'1 de gener de 1059 va fer la khutba en nom del califa fatimita. El 8 de gener va travessar el riu i el califa fatimita fou proclamat a la mesquita de Rusafa a la part oriental.
El califa va fortificar el seu palau però al-Basasiri tenia el suport dels xiïtes i de part dels sunnites que odiaven als ghuzz; excitats pel visir un grup d'haiximites i eunucs del palau van voler front a al-Basasiri però foren derrotats a la vora de l'Hipòdrom i el 19 de gener de 1059 al-Basasiri va atacar el palau; el califa i el visir van fugir i van demanar asil a Kuraysh que els va donar i els va portar a al-Haditha amb el seu cosí Muharish; el palau fou saquejat; al-Basasiri es va apoderar de les insígnies del califa que va enviar al Caire i el 29 de gener de 1059 va celebrar la festa de les víctimes amb banderes egípcies. Va deixar en mans de Kuraysh al califa però li va exigir l'entrega del visir al que va executar de manera horrible el 16 de febrer de 1059. Al-Basasiri va prendre possessió de Bàssora i Wasit però no va aconseguir dominar el Khuzestan. El califa fatimita es va molestar perquè no li fou entregat el califa abbàssida. També el visir al-Yazuri fou destituït i executat acusat d'arruïnar les finances del país pel suport donat a al-Basasiri. El califa va abandonar a al-Basasiri.
Mentre Tughril havia triomfat sobre el seu germà Ibrahim Inal (juliol del 1059) i estava disposat a tornar a Bagdad. Va oferir a al-Basasiri de deixar-li Bagdad a canvi de fer la khutba en el seu nom, restablint a al-Qaim al tron, assegurant que en aquest cas no tornaria a Bagdad. En cas d'oposar-se a la proposta, Kuraysh fou convidat a abandonar a al-Basasiri. Aquest darrer va negociar amb el califa per desautoritzar al seljúcida sense èxit. Kuraysh li va recordar la ingratitud del califa fatimita i li va dir que Tughril el perdonaria, però al-Basasiri no va voler acceptar canviar de bàndol.
Tughril finalment va avançar cap a Bagdad. Muharish, a petició del seljúcida, va alliberar al califa que es va reunir amb Tughril a Naharawan l'1 de gener de 1060 i l'endemà va entrar al seu palau. Kuraysh ja havia abandonat a al-Basasiri i aquest havia sortit de Bagdad el 14 de desembre amb la seva família i s'havia refugiat a Kufa. No gaire després els soldats de Tughril van atrapar a al-Basasiri que estava en companyia de Dubays. Aquest va passar altre cop al bàndol de Tughril però al-Basasiri s'hi va negar i va presentar batalla a Saki al-Furat, prop de Kufa, però fou derrotat i mort (15 de gener de 1060). El seu cap fou portat a Bagdad. En endavant el califa i el sultà van reprendre les seves funcions sense oposició, i el califa va quedar amb la mateixa situació subordinada davant el sultà que abans davant el gran amir, però amb la deferència que els buwàyhides eren xiïtes i els seljúcides eren sunnites com els califes.

## Mort i successió
Toghril va demanar la mà d'una filla del califa; aquest s'hi oposava; s'havia casat amb una filla de Čaghri Beg el 1056 però donar la mà d'una princesa a un turcman era un afer diferent. Va refusar durant més d'un any però el 1062 Toghril va amenaçar de confiscar les iktes del califa a l'Iraq; finalment doncs Toghril es va casar amb la filla del califa, i a pesar de l'oposició d'aquest que la va retenir, fou portada finalment per Toghril lluny de Bagdad però el matrimoni sembla que no es va consumar. Toghril Beg va morir el 4 de setembre de 1063.
No va deixar fills. Contra el que generalment es diu, va deixar com a successor a un probable fill adoptiu, Sulayman, fill de Čaghri Beg (i germanastre d'Alp Arslan, un altre fill de Čaghri Beg); Sulayman fou proclamar sultà pel visir Amid al-Mulk al-Kunduri, però Alp Arslan, que des d'una data entre 1059 i 1061 era malik de Khurasan ja havia començar a moure les seves forces cap a l'oest i encara que en un primer moment es va retirar (al no confirmar-se la mort de Toghrul) quan la mort fou segura va tornar a avançar. Alguns amirs de Toghrul, encapçalats per Erdem o Irdim al-Hadjib, van negar el seu reconeixement a Sulayman i es van pronunciar per Alp Arslan. El mateix al-Kunduri va canviar de bàndol, i va proclamar a Alp Arslan (27 d'abril de 1064), deixant a Sulayman com presumpte hereu. Alp Arslan va manifestar al califa el seu desig de tenir bones relacions amb ell, i li va reenviar a la seva filla, i a més va fer executar a l'antic visir de Toghril Beg, Amid al-Mulk al-Kunduri, suposat responsable de les intrigues que havien conduït al matrimoni de la filla del califa amb el sultà.